# یورکی کیسکینن
محمد یاراحمدی )؛ زاده ۱۳۵۵ است و در دردلاکی به دنیا آمد اهل خرم آباد است. و درست ۱۳ سالگی علاقه مند به موسیقی شد [۱]